# Ewa Kowalkowska
Ewa Kowalkowska (née Nogowska le 23 février 1975 à Bydgoszcz) est une ancienne joueuse de volley-ball polonaise. Elle mesure 1,82 m et jouait au poste d'attaquante. Elle a totalisė 191 sélections en équipe de Pologne. 

## Clubs
| Club               | De        | À         |
| ------------------ | --------- | --------- |
| Pałac Bydgoszcz    | 1992-1993 | 1997-1998 |
| SSK Calisia Kalisz | 1998-1999 | 1998-1999 |
| Pałac Bydgoszcz    | 1999-2000 | 2010-2011 |

## Palmarès

### Clubs
- Championnat de Pologne
  - Vainqueur : 1993.
  - Finaliste : 1999, 2001, 2005.
- Coupe de Pologne
  - Vainqueur : 1999, 2001, 2005.
  - Finaliste : 1993.
- Supercoupe de Pologne
  - Vainqueur : 2006.

### Distinctions individuelles
- Championnat d'Europe de volley-ball féminin 1999: Meilleure serveuse.